# Żyła nadoczodołowa

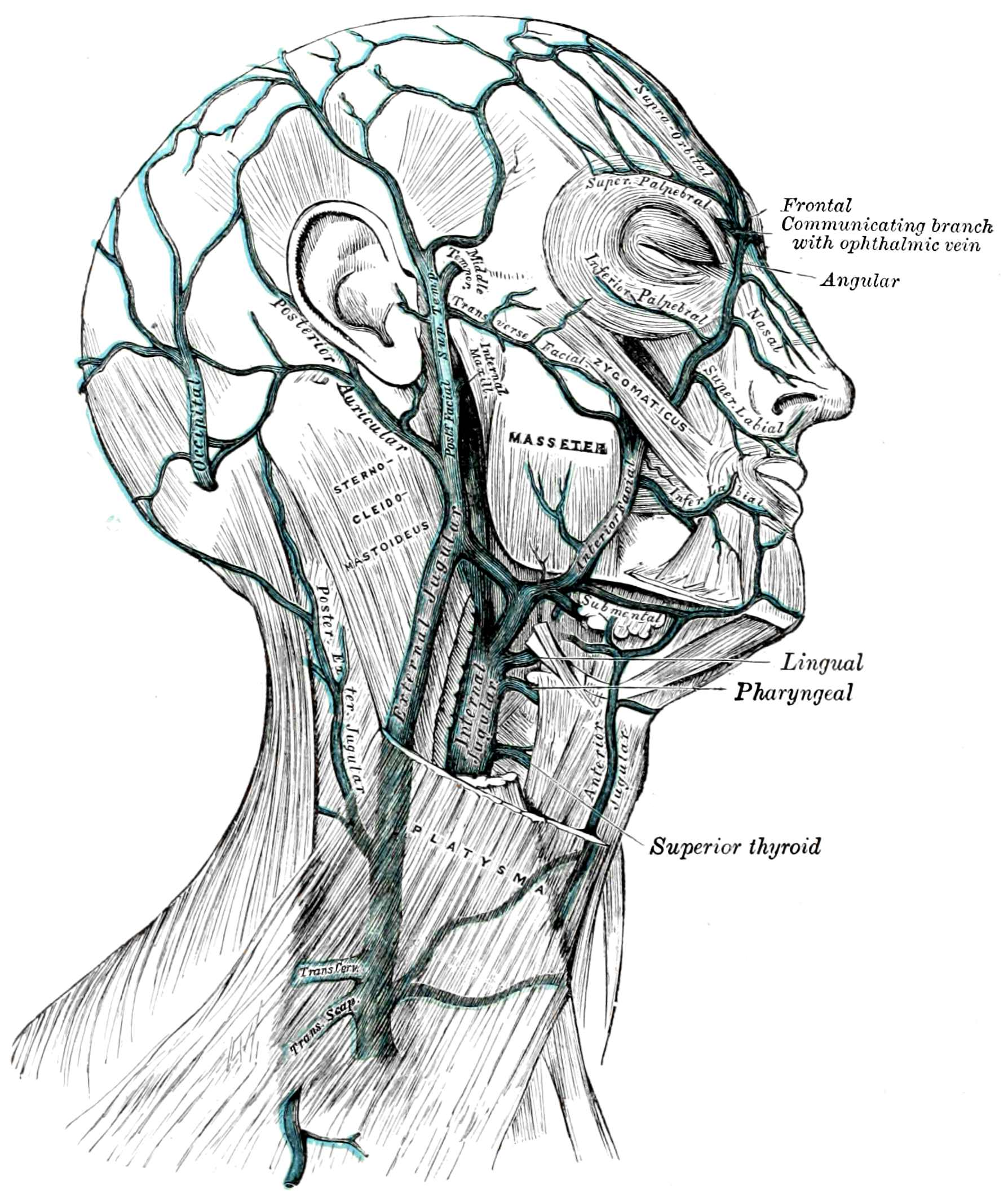
Żyły twarzy i szyi. Żyła nadoczodołowa podpisana Supra-Orbital.

Żyła nadoczodołowa (łac. vena supraorbitalis) – w anatomii człowieka żyła głowy. Odprowadza krew z przedniej powierzchni głowy, biegnąc w dół w stronę łuku brwiowego, pod mięśniem okrężnym oka. W końcowym odcinku przebiega skośnie w stronę przyśrodkową i łączy się z żyłą nadbloczkową, wytwarzając żyłę kątową.